# Доњи Срб
Доњи Срб је бивше насељено мјесто у општини Грачац, југоисточна Лика, Република Хрватска.

## Географија
Доњи Срб је удаљен око 37 км сјевероисточно од Грачаца.

## Историја
Доњи Срб се до августа 1995. године налазио у Републици Српској Крајини.

## Становништво
Доњи Срб се до пописа становништва 1971. налазио у саставу општине Срб, а до августа 1995. у саставу општине Доњи Лапац.
На попису 2011. године са насељем Горњи Срб уједињен је у јединствено насеље Срб.
| Националност       | 1991. | 1981. | 1971. | 1961. |
| Срби               | 1.059 | 862   | 768   | 560   |
| Југословени        | 6     | 28    | 9     | 3     |
| Хрвати             | 9     | 8     | 21    | 24    |
| Муслимани          | 6     |       | 1     |       |
| Црногорци          |       | 2     | 4     |       |
| Мађари             |       | 2     | 1     | 2     |
| остали и непознато | 18    | 7     | 6     | 1     |
| Укупно             | 1.098 | 909   | 810   | 590   |

| Демографија | Демографија | Демографија |
| Година      | Становника  | Становника  |
| ----------- | ----------- | ----------- |
| 1961.       | 590         |             |
| 1971.       | 810         |             |
| 1981.       | 909         |             |
| 1991.       | 1.098       |             |
| 2001.       | 255         |             |

## Попис1991.
На попису становништва 1991. године, насељено место Доњи Срб је имало 1.098 становника, следећег националног састава:
| Попис 1991.‍   | Попис 1991.‍ | Попис 1991.‍ | Попис 1991.‍ | Попис 1991.‍ |
| ------------- | ----------- | ----------- | ----------- | ----------- |
|               |             |             |             |             |
| Срби          | Срби        |             | 1.059       | 96,44%      |
| Хрвати        | Хрвати      |             | 9           | 0,81%       |
| Југословени   | Југословени |             | 6           | 0,54%       |
| Мађари        | Мађари      |             | 6           | 0,54%       |
| Муслимани     | Муслимани   |             | 6           | 0,54%       |
| Црногорци     | Црногорци   |             | 6           | 0,54%       |
| Украјинци     | Украјинци   |             | 1           | 0,09%       |
| непознато     | непознато   |             | 5           | 0,45%       |
| укупно: 1.098 |             |             |             |             |